# Севенны
Севенны (фр. Cévennes, окс. Cevenas, Cevena) — горы на юго-востоке Франции, юго-восточная окраина Центрального горного массива Франции. Находится на территории французских департаментов Гар, Лозер, Ардеш, Эро и Аверон. Высочайшие вершины: Мон-Лозер (фр. Monte Lozère) — 1702 м, Финиель — 1699, Кассини — 1680, Мон-Эгуаль (фр. Monte Aigoual) — 1567 м и Танарг (фр. Tanargue) — 1441 м. За ними следуют Пра-Пейро (фр. Prat-Peirot) — 1380, Сериред (фр. Seryréde) — 1300, Минье (фр. Minier) — 1264 м и Мон-Жарден (фр. Montjardin) — 1005 м. Южный и восточный склоны Севенн круто обрываются к Ронской долине, образуя иногда высокие ступени. В нижнем поясе южного и восточного склонов преобладает средиземноморская кустарниковая растительность, выше, на плато — каштановые и буковые леса, сменяющиеся хвойными (из сосны, ели, пихты); на высоких вершинах — луга. Каждую весну с Севенн дует сильный, холодный северо-восточный ветер, называемый мистраль, который оказывает существенное влияние на жизнь средиземноморских районов южней хребта.

## Античные Севенны
В Античные времена здесь жили галлы. Хребет «Cevenna» упоминается в «Записках о галльской войне» Юлия Цезаря. В «Географии» Страбона эти горы именуются: «Κέμμενων».

## Севеннское герцогство
В XVI—XVII веках крутые Севеннские горы сделались крепкой гугенотской твердыней. Король Генрих IV Бурбон — даже после своего формального перехода в католицизм — продолжал морально поддерживать севенольцев (фр. les Cevenoles). Однако его ближайшие потомки повели совершенно иную политику — ханжескую и близорукую.
Ещё до отмены Нантского эдикта (фр. révocation de l’Edit de Nantes), последовавшей 18 октября 1685 года, Людовик XIV открыл планомерную кампанию по унижению и (в перспективе) уничтожению гугенотов. Вошли в пословицу разбойные «драгоннады» 1660-х годов, ставшие бичом Севеннских предгорий.
В 1702 году королевский деспотизм вообще и, в частности, кровавые дела Мандского католического архиепископа Франсуа дю Шела де Ланглана (фр. François de Langlade du Chayla) вынудили Севеннских гугенотов взяться за оружие: началось восстание камизаров. Полевые командиры Лапорт и Эспри Сегье атаковали архиепископскую резиденцию, освободили шестерых узников-гугенотов (подвергавшихся по приказу дю Шела нечеловеческим пыткам) и расправились с изувером. Стихийно возникавшие партизанские отряды громили королевских драгун.
Вскоре во главе повстанческой армии встал талантливый самородок Жан Кавалье. Он добился дисциплины в партизанских отрядах и одержал ряд славных побед. 15 апреля 1704 года благодарный народ провозгласил крестьянского сына Кавалье — герцогом Севеннским. В тот день Кавалье торжественно вступил в город Каверак, расположенный невдалеке от Нима. Он въехал верхом на породистом трофейном коне, под сенью боевых знамён, впереди скакали десять гвардейцев в красных мундирах. Так на карте Европы возникла — не на долгое время — ещё одна суверенная держава, участница Войны за Испанское наследство. Боевые действия шли с переменным успехом, не давая решительного перевеса ни одной из сторон. Правительство сменило на юге ряд губернаторов и главнокомандующих. Между тем, королевские войска совершали ужасные жестокости в отношении мирного населения. С одобрения папы Климента XI, который издал буллу об отлучении камизаров, солдаты короля разрушили более 450 деревень, иногда убивая всех подряд. Был случай сожжения в одном сарае 300 гугенотов.

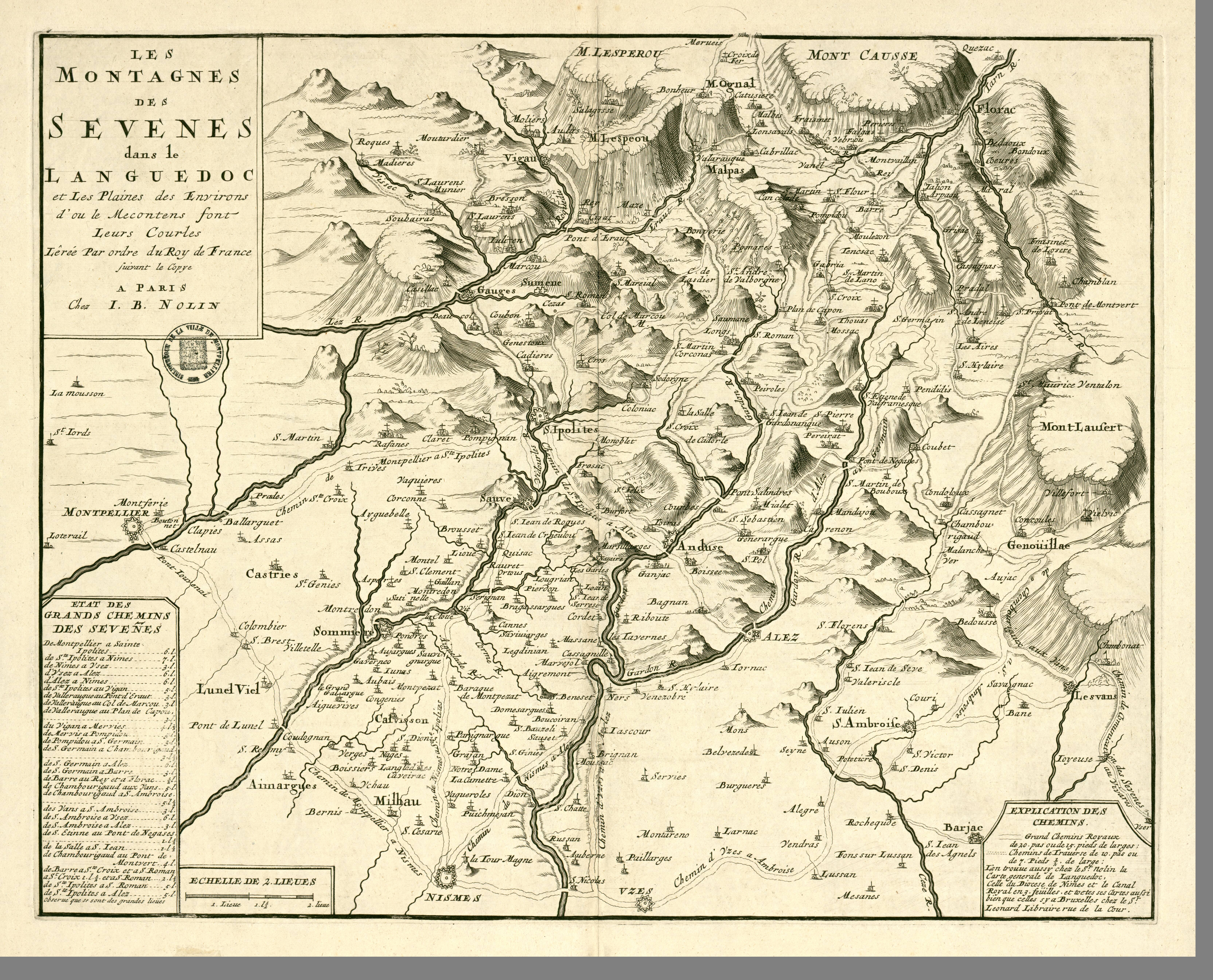
Севенны в XVII векe: карта Жана-Батиста Нолена (Nolin)

Однако, жестокие меры мало помогали королю и его клевретам. В 1704 году маршал Виллар вступил в переговоры с Кавалье, обещав ему пойти на уступки. Переговоры велись в нервной и напряжённой обстановке взаимного недоверия. Но, в итоге, убедившись в невозможности получить реальную помощь со стороны Нидерландов или Англии (союзников по Анти-Бурбонской коалиции), — герцог Севеннский счёл за лучшее сложить оружие на условиях признания веротерпимости. Прежде, чем принять окончательное решение, Кавалье посетил полевых командиров Алэ (Alais) и Рибо (Ribaute), безуспешно уговаривая их принять Вилларовы условия. За экс-герцогом последовала лишь незначительная часть его людей. 21 июня 1704 года Кавалье со 130-ю камизарами явился в Ним, где и вступил в королевскую службу. Людовик XIV пожаловал ему чин полковника и разрешил сформировать из бывших камизаров особый полк. Вскоре этот полк был направлен походным порядком из Нима в эльзасский город Ней-Брисак (нем. и фр. Neu-Brisach). Оттуда через Дижон полковник Кавалье проследовал в Париж, где получил аудиенцию у Людовика. Надменность монарха неприятно поразила экс-герцога. Лицемерие и подозрительность королевского правительства вскоре проявились в полной мере. На полковника Кавалье оказывали моральное давление к переходу в католическую веру. Между тем, отряды непокорённых камизаров огрызались, отступали и гибли: основанное Жаном Кавалье Севеннское герцогство исчезало с лица земли. Из Дижона, с горсткой приверженцев, Жан Кавалье совершил марш-бросок в княжество Монбельяр (фр. Montbéliard), а затем — в Лозанну. Кавалье предложил свою шпагу герцогу Савойскому — и вскоре его камизары схлестнулись с королевскими войсками в области Валь-д'Аоста (фр. Val d’Aosta).
В Севеннах же в 1705 году остатки армии камизаров были разгромлены королевскими войсками. В 1710 году был взят в плен и покончил с собой гугенотский пророк и полевой командир Авраам Мазель. Два партизанских отряда, однако, капитулировали лишь в 1715-м: в год смерти короля-гонителя. Севеннское герцогство прекратило своё существование.

## Севенны расчленённые
В период Французской революции, в ходе якобинской административной реформы, Севеннский регион был расчленён на несколько департаментов — но сохранил свой неповторимый колорит. Среди севеннских горцев и поныне (начало XXI века) имеется большой процент гугенотов. В эпоху Виши ими было спасено несколько сотен южно-французских евреев.
Сыном севеннских гугенотов был крупный французский политик Жак Сустель.
В 1960-х-70-х годах многие деревни Южных Севенн совершенно опустели: гонимые малоземельем и безработицей, крестьяне-севенольцы стали перебираться в ближние и дальние города.
В 2016 г. краевед Жан-Поль Шаброль презентовал свою справочную книгу «Алфавит Севенн». 